# 大内貴志
大内 貴志（おおうち たかし、1971年6月7日 - ）は、北海道出身の元プロ野球選手（投手）。右投右打。

## 来歴
東海大四高時代、1989年に第61回選抜高等学校野球大会に出場。初戦の八幡商業高戦では8失点ながら完投勝利を収めるも、2回戦の横浜商業高戦では5失点で敗戦した。
1989年オフ、ドラフト外で読売ジャイアンツに入団。同期には柏田貴史、出口雄大などがいる。背番号は91。
しかし、右肩の故障もあり一軍登板のないまま1994年シーズン限りで現役を引退する。
引退後は横浜市のハンズゴルフにて、ゴルフのティーチングプロになる。

## 詳細情報

### 年度別投手成績
- 一軍公式戦出場なし

### 背番号
- 91（1990年 - 1994年）[2]